# CS (기업)
CS는 대한민국의 이동통신 서비스용 중계기 기업이다. 본사는 경기도 성남시 분당구 판교로 228번길 15, 윈스동 10층(판교세븐벤처밸리1)에 위치해 있다. 대표이사 최규훈이다.
5G MIMO RF 중계기 두 타입(3.0㎓·4.0㎓ 주파수 대역)를 통신사 등에 공급한다

## 상장
2004년 06월 04일에 상장하였다.

## 참고 문헌
1. ↑  김정우, 한국IR협의회 기업리서치센터 기술분석보고서-CS, 2023년 12월 21일
2. ↑  CS, 임성영, 최규훈 대표이사 신규 선임, 이데일리, 2016.07.25
3. ↑  서재근, 코스닥기업 CS, 일본 5G시장 내 5G RF중계기 최초 선정, 헤럴드경제, 2024.01.24